# Eurico de Jesus
Eurico de Jesus (* 10. Juni 1977) ist ein macauischer Autorennfahrer. Er gewann 2010 die Macau Touring Car Championship.

## Karriere
De Jesus begann seine Motorsportkarriere im asiatischen Tourenwagensport. 2003 gewann er die Macau Fortuna Trophy und wurde Zweiter der Macau/Hong Kong Intersport Trophy. Bei beiden Veranstaltungen startete er in einem Honda Civic. Nach einem dritten Platz beim Macau CTM Cup 2006 wurde er 2008 Zweiter bei diesem Rennen und entschied es schließlich 2009 für sich. In diesem Jahr hieß es Macau Touring Car Cup. De Jesus absolvierte diese Rennen im Honda Integra. Außerdem nahm er 2008 an Rennen der asiatischen Tourenwagen-Meisterschaft teil. 2010 gewann de Jesus in einem Honda Integra die AAMC Challenge der Macau Touring Car Championship. 2012 erreichte er in dieser Serie den dritten Platz
2012 debütierte de Jesus zudem in der Tourenwagen-Weltmeisterschaft (WTCC). In einem Honda Accord Type-R startete er für das Five Auto Racing Team bei der macauischen Veranstaltung auf dem Guia Circuit.

## Karrierestationen
- 2008: Asiatische Tourenwagen-Meisterschaft
- 2010: Macau Touring Car Championship, AAMC (Meister)
- 2012: Macau Touring Car Championship, AAMC (Platz 3)
- 2012: WTCC